# Perpétuité incompressible en France
Ne doit pas être confondu avec Réclusion criminelle à perpétuité en France.
La perpétuité incompressible, dite aussi perpétuité réelle, est en France une peine de réclusion criminelle à perpétuité assortie d'une période de sûreté illimitée empêchant tout aménagement de peine. La loi prévoit toutefois qu'après 30 ans d'incarcération, un tribunal de l'application des peines peut mettre fin à cette période de sûreté perpétuelle. Un aménagement est donc possible in fine, en deux étapes. Toutefois, jamais un condamné à la perpétuité incompressible n'a bénéficié d'un tel aménagement.
Elle est instaurée par la loi no 1994-89 du 1er février 1994 à l'initiative du ministre de la Justice de l’époque Pierre Méhaignerie, membre du gouvernement Édouard Balladur. Son périmètre a progressivement été étendu au cours des trente dernières années mais reste limité.
Cette peine n'est applicable qu'aux crimes suivants :
- meurtre avec viol, tortures ou acte de barbarie sur mineur de moins de quinze ans[2] ;
- meurtre ou tentative de meurtre d'une personne dépositaire de l'autorité publique (policier, magistrat, etc.) et ce, à l'occasion ou en raison de ses fonctions ;
- crime terroriste[3].

Pour tous les autres crimes, le maximum de la période de sûreté est de 22 ans.
Entre 1994 et 2022, seules quatre personnes y ont été condamnées : deux tueurs en série et deux personnes ayant violé puis tué un enfant. Le 29 juin 2022, dans le cadre du verdict du procès des attentats du 13 novembre 2015, quatre membres de l'organisation terroriste État islamique, dont Salah Abdeslam et trois présumés morts en Syrie, sont condamnés à cette peine. Le 26 février 2025, Brahim Aouissaoui est condamné à cette peine pour avoir assassiné trois personnes dans la basilique de Nice le 29 octobre 2020.

## Historique de la loi

### Contexte de sa création
En 1993, la France découvre le martyre et la mort d’une petite fille de 8 ans qui était recherchée depuis longtemps par toute la France dans la région de Perpignan, où deux autres enfants avaient été tués quelques années auparavant (Muriel Sanchez et Ingrid Van de Portaele de 10 ans, victimes de Christian Van Geloven le 19 octobre 1991).
Patrick Tissier, après avoir été condamné pour meurtre et viol en 1971, commettra un viol aggravé après avoir obtenu une libération en 1982 ; il sera ensuite libéré de nouveau en 1992 où il commettra de nombreux faits en peu de temps : un viol commis avec torture (fait déjà puni de la perpétuité), le meurtre d’une adulte et enfin celui de la petite Karine, qu’il connaissait. Les experts déclareront que « sa perversité ne participe pas d'une maladie mentale aliénante » et que « celui-ci inflige volontairement à ses victimes plus de tortures que nécessaire pour satisfaire ses besoins sexuels ».
La droite est au pouvoir, Édouard Balladur est Premier ministre et Pierre Méhaignerie ministre de la justice. Ils succèdent au Parti socialiste qui vient de réformer le code pénal, supprimant la période de sûreté de 30 ans qu’avait instaurée Charles Pasqua, sauf dans les cas de meurtre d’enfant précédé de viol, de torture ou d’acte de barbarie.
L’affaire Tissier est alors à l’origine de période de sûreté de durée « perpétuelle » pour ces cas précis d'infanticide, la possibilité pour lui d’être libéré au bout de 30 ans (voire 20 ans avec les réductions de période de sûreté) étant perçue comme inadaptée pour un criminel comme lui.
Lors des deux premières condamnations de Pierre Bodein et Christian Beaulieu, les médias ne prêtèrent pas attention à la particularité de leur peine et la confondirent presque tous avec la période de sûreté de 30 ans. Mais cette peine refit surface avec la condamnation de Michel Fourniret, précisément dans le but de ne pas créer la confusion avec la période de sûreté de 30 ans requise puis prononcée contre son épouse, Monique Olivier, le même jour.

### Extensions
La création initiale de la loi comme ses deux extensions à d'autres crimes ont suivi un fait divers ayant choqué l'opinion :
- l'assassinat de Karine Volkaert, 8 ans, par Patrick Tissier, le 13 septembre 1993[5];
- le meurtre du brigadier Jean-Serge Nérin à Dammarie-les-Lys le 16 mars 2010 à la suite d'un vol à main armée commis par des membres de l'organisation terroriste ETA[6], une première fois qu'un policier français était tué par cette organisation et sa dernière victime mortelle connue, et pour lequel Mikel Kabikoitz Carrera Sarobe a été condamné à une peine d'emprisonnement à perpétuité avec une période de sûreté de 22 ans[7],[8].
- les attentats du 13 novembre 2015.

#### Extension de la peine aux cas de meurtre de personne dépositaire de l'autorité publique
En mars 2011 dans le cadre de loi LOPPSI 2, la perpétuité incompressible a été étendue aux cas de meurtre de personne dépositaire de l'autorité publique, à condition qu'ils aient été commis soit avec préméditation, soit en bande organisée. Ces conditions ont été supprimées par la loi du 24 janvier 2022 relative à la responsabilité pénale et à la sécurité intérieure, laquelle fait suite au meurtre du policier Eric Masson le 5 mai 2021.
Cette extension était une initiative du président Sarkozy, à la suite du meurtre d'un agent de police par un membre de l'organisation terroriste ETA en mars 2010.

#### Extension de la peine pour les auteurs de crimes terroristes
À la suite des attentats du 13 novembre 2015, la loi du 3 juin 2016 renforçant la lutte contre le terrorisme, la criminalité organisée et leur financement étend la possibilité de perpétuité réelle pour les auteurs de crimes terroristes. Cette disposition est intégrée à l'article 421-7 du Code pénal.
Cette loi étant postérieure aux faits de 2015, elle ne leur est pas applicable en raison du principe de légalité, plus précisément de non-rétroactivité de la loi pénale.
L'un des accusés présent au procès, Salah Abdeslam, a cependant été condamné à la perpétuité incompressible le 29 juin 2022. Cela ne l'a pas été en raison de la qualification terroriste des actes, mais pour la tentative de meurtre des policiers du Bataclan commis par ses complices, en vertu de l'extension de 2011 aux meurtres et tentatives de meurtres de personnes dépositaires de l'autorité publique.

## Conformité
La peine est déclarée conforme par le Conseil constitutionnel, saisi en 1994 par un groupe de parlementaires de gauche. Il confirme sa jurisprudence dans le cadre de sa décision sur la loi Loppsi 2.
En 2010, la Cour de cassation rejette l'argument des avocats de Pierre Bodein selon lequel il s'agirait d'une peine inhumaine et dégradante au sens de l'article 3 de la Convention européenne des droits de l'homme.
Le 13 novembre 2014, la Cour européenne des droits de l'homme (CEDH) confirme cette décision en validant la condamnation à la perpétuité incompressible de Pierre Bodein, jugeant suffisante la possibilité de réexamen de la peine après 30 ans de réclusion.

## Condamnés à la perpétuité incompressible en France
Dix condamnations à la perpétuité incompressible ont été prononcées, concernant des hommes dont deux (Blondiau, Bodein) ont vu leur peine confirmée en appel ; trois d'entre eux (Atar et les frères Clain) sont présumés morts lors de leur condamnation. La liste exhaustive de ces condamnations est la suivante :
| Condamnés à la perpétuité « incompressible » ou « réelle » en France | Condamnés à la perpétuité « incompressible » ou « réelle » en France | Condamnés à la perpétuité « incompressible » ou « réelle » en France | Condamnés à la perpétuité « incompressible » ou « réelle » en France                  | Condamnés à la perpétuité « incompressible » ou « réelle » en France | Condamnés à la perpétuité « incompressible » ou « réelle » en France | Condamnés à la perpétuité « incompressible » ou « réelle » en France |
| Criminel                                                             | Âge                                                                  | Date                                                                 | Motif                                                                                 | Statut                                                               | Résumé (voir article correspondant pour plus de précisions) | Assises                                                              |
| -------------------------------------------------------------------- | -------------------------------------------------------------------- | -------------------------------------------------------------------- | ------------------------------------------------------------------------------------- | -------------------------------------------------------------------- | --- | -------------------------------------------------------------------- |
| Michaël Chiolo                                                       | 33 ans                                                               | 7 juillet 2025                                                       | Tentative d'assassinats terroristes sur personnes dépositaires de l'autorité publique | Détenu                                                               | Le 5 mars 2019, Michaël Chiolo et sa compagne Hanane Aboulhana ont grièvement blessé deux surveillants à l’aide de couteaux en céramique dans une prison, avant de se retrancher dix heures dans une unité familiale. L’assaut des forces de l’ordre a blessé Chiolo et tué Aboulhana. | Spéciale de Paris                                                    |
| Brahim Aouissaoui                                                    | 26 ans                                                               | 26 février 2025                                                      | Assassinats terroristes                                                               | Détenu                                                               | Le 29 octobre 2020 à Nice, dans la basilique de la ville, il assassine 3 personnes alors présentes sur les lieux. | Spéciale de Paris                                                    |
| Salah Abdeslam                                                       | 32 ans                                                               | 29 juin 2022                                                         | Assassinats terroristes                                                               | Détenu                                                               | Djihadiste affilié à l'État islamique, seul survivant des commandos impliqués dans les attentats du 13 novembre 2015 faisant 131 morts. Convoie, par quatre allers-retours de Bruxelles à des localités allemandes et hongroises, la quasi-totalité du commando qui commettra ces attentats ainsi que ceux de Bruxelles en mars 2016. A loué la voiture utilisée par les assaillants de la salle du Bataclan, déposé les trois kamikazes devant le Stade de France puis son frère auteur des fusillades des terrasses parisiennes et se faisant ensuite exploser dans un bar proche de la place de la Nation. | Spéciale de Paris                                                    |
| Oussama Atar                                                         | 38 ans                                                               | 29 juin 2022                                                         | Assassinats terroristes                                                               | Présumés morts en Syrie                                              | Djihadiste belgo-marocain affilié à l'État islamique, il est considéré comme le « cerveau » des attentats du 13 novembre 2015 faisant 131 morts. Présumé mort en Syrie le 17 novembre 2017 par une frappe aérienne de la coalition internationale ; faute de preuve formelle de son décès, il est poursuivi dans le cadre des procès de Paris et Bruxelles et condamné par défaut. | Spéciale de Paris                                                    |
| Fabien « Omar » Clain                                                | 44 ans                                                               | 29 juin 2022                                                         | Assassinats terroristes                                                               | Présumés morts en Syrie                                              | Haut cadre de la branche médiatique francophone de l'organisation terroriste État islamique, il revendique dans un communiqué audio les attentats du 13 novembre 2015 en France qui ont fait 131 morts. Présumé mort en Syrie par un tir de drone de la coalition internationale lors de l'offensive de Deir ez-Zor, le 20 février 2019, il est néanmoins poursuivi dans le cadre des procès de Paris et condamné par défaut. | Spéciale de Paris                                                    |
| Jean-Michel Clain                                                    | 42 ans                                                               | 29 juin 2022                                                         | Assassinats terroristes                                                               | Présumés morts en Syrie                                              | Membre de la branche médiatique francophone de l'État islamique, il est reconnu comme le psalmodieur des chants religieux qui accompagnent le communiqué de revendication des attentats du 13 novembre 2015. Présumé mort en Syrie aux côtés de son frère, le 22 février 2019, il est également poursuivi dans le cadre des procès de Paris et condamné par défaut. | Spéciale de Paris                                                    |
| Yannick Luende Bothelo                                               | 29 ans                                                               | 17 novembre 2016                                                     | Viol et meurtre sur mineure                                                           | Détenu                                                               | Le 19 mars 2012 à Bouguenais, viole et tue de 68 coups de couteau dans des toilettes publiques Marion Rousset âgée de 14 ans après l'avoir suivie à sa descente du tramway alors qu'elle se rendait chez sa mère. | Loire-Atlantique                                                     |
| Nicolas Blondiau                                                     | 27 ans                                                               | 30 janvier 2015                                                      | Viol et meurtre sur mineure                                                           | Détenu                                                               | Le 5 novembre 2011, à Bellegarde, enlève Océane Luna, 8 ans, qu'il viole, puis étouffe et poignarde à quatre reprises dans le cœur pour ne pas être dénoncé. | Vaucluse (en appel)                                                  |
| Michel Fourniret                                                     | 66 ans                                                               | 28 mai 2008                                                          | Viols et meurtres sur mineures                                                        | Décédé en détention à Paris                                          | Le 11 décembre 1987, à Auxerre, enlève et tue Isabelle Laville, 17 ans, il récidivera au moins dix fois jusqu'au meurtre le 5 mai 2001 à Sedan, de Mananya Thumpong, adolescente de 13 ans enlevée alors qu'elle revenait de la médiathèque. Mort en détention le 10 mai 2021 à l'hôpital de la Pitié-Salpêtrière à Paris, après 17 ans de réclusion. | Ardennes                                                             |
| Pierre Bodein                                                        | 59 ans                                                               | 2 octobre 2008                                                       | Viols et meurtres sur mineures                                                        | Détenu                                                               | Le 18 juin 2004, à Valff, enlève, viole et tue une fillette de 10 ans, récidive le 21 juin à Hindisheim quand il tue Hedwige Vallée, 38 ans, puis le 25 juin à Nothalten où il viole et tue une adolescente de 14 ans, Julie Scharsch. | Haut-Rhin (en appel)                                                 |

Aucun de ces condamnés n'a, à ce jour, bénéficié d'un aménagement de peine. Le plus ancien condamné, et donc le premier à passer les 30 ans de réclusion qui lui permettraient éventuellement de faire une demande de fin de période de sûreté, première étape avant une éventuelle demande d'aménagement de peine, serait Pierre Bodein, en 2034 (il aurait alors 87 ans).
Le 10 mai, Michel Fourniret est le 1er condamné à la perpétuité incompressible en France à mourir en détention.
Christian Beaulieu est condamné le 7 décembre 2007 à une peine de réclusion à perpétuité incompressible par la cour d'assises de la Nièvre mais a vu sa peine infirmée en appel le 12 juin 2008 par les assises du Cher et réduite à 30 ans de réclusion dont 20 ans de sûreté.

## La mesure sur le plan légal

### Les deux premiers alinéas de l'article 132-23 du code pénal
Cet article introduit la période de sûreté :

« En cas de condamnation à une peine privative de liberté, non assortie du sursis, dont la durée est égale ou supérieure à dix ans, prononcée pour les infractions spécialement prévues par la loi, le condamné ne peut bénéficier, pendant une période de sûreté, des dispositions concernant la suspension ou le fractionnement de la peine, le placement à l'extérieur, les permissions de sortir, la semi-liberté et la libération conditionnelle.
La durée de la période de sûreté est de la moitié de la peine ou, s'il s'agit d'une condamnation à la réclusion criminelle à perpétuité, de dix-huit ans. La cour d'assises ou le tribunal peut toutefois, par décision spéciale, soit porter ces durées jusqu'aux deux tiers de la peine ou, s'il s'agit d'une condamnation à la réclusion criminelle à perpétuité, jusqu'à vingt-deux ans, soit décider de réduire ces durées. »

### Dernier alinéa de l'article 221-3 du code pénal
Cet article précise les crimes pour lesquels une période de sûreté illimitée peut être prononcée :

« [...] lorsque la victime est un mineur de quinze ans et que l'assassinat est précédé ou accompagné d'un viol, de tortures ou d'actes de barbarie ou lorsque l'assassinat a été commis sur un magistrat, un fonctionnaire de la police nationale, un militaire de la gendarmerie, un membre du personnel de l'administration pénitentiaire ou toute autre personne dépositaire de l'autorité publique, à l'occasion de l'exercice ou en raison de ses fonctions, la cour d'assises peut, par décision spéciale, soit porter la période de sûreté jusqu'à trente ans, soit, si elle prononce la réclusion criminelle à perpétuité, décider qu'aucune des mesures énumérées à l'article 132-23 ne pourra être accordée au condamné [...] »

### Dernier alinéa de l'article 221-4 du code pénal
Cet article précise les crimes pour lesquels une période de sûreté illimitée peut être prononcée :

« lorsque la victime est un mineur de quinze ans et que le meurtre est précédé ou accompagné d'un viol, de tortures ou d'actes de barbarie ou lorsque le meurtre a été commis sur un magistrat, un fonctionnaire de la police nationale, un militaire de la gendarmerie, un membre du personnel de l'administration pénitentiaire ou toute autre personne dépositaire de l'autorité publique, à l'occasion de l'exercice ou en raison de ses fonctions, la cour d'assises peut, par décision spéciale, soit porter la période de sûreté jusqu'à trente ans, soit, si elle prononce la réclusion criminelle à perpétuité, décider qu'aucune des mesures énumérées à l'article 132-23 ne pourra être accordée au condamné ; en cas de commutation de la peine, et sauf si le décret de grâce en dispose autrement, la période de sûreté est alors égale à la durée de la peine résultant de la mesure de grâce. »

### Article 421-7 du code pénal
Cet article précise qu'une période de sûreté illimitée peut être prononcée pour les crimes du Livre IV, titre II, chapitre Ier « Des actes de terrorisme » du code pénal :

« Les deux premiers alinéas de l'article 132-23 relatif à la période de sûreté sont applicables aux crimes ainsi qu'aux délits punis de dix ans d'emprisonnement prévus au présent chapitre. Toutefois, lorsque le crime prévu au présent chapitre est puni de la réclusion criminelle à perpétuité, la cour d'assises peut, par décision spéciale, soit porter la période de sûreté jusqu'à trente ans, soit, si elle prononce la réclusion criminelle à perpétuité, décider qu'aucune des mesures énumérées au même article 132-23 ne pourra être accordée au condamné. En cas de commutation de la peine, et sauf si le décret de grâce en dispose autrement, la période de sûreté est égale à la durée de la peine résultant de la mesure de grâce. »

### Article 720-4 du code de procédure pénale
L'article 720-4 du code de procédure pénale autorise la levée de la période de sûreté par un tribunal d'application des peines après 30 ans d'incarcération :

« Lorsque le condamné manifeste des gages sérieux de réadaptation sociale, le tribunal de l'application des peines peut, à titre exceptionnel et dans les conditions prévues par l'article article 712-7, décider qu'il soit mis fin à la période de sûreté prévue par l'article 132-23 du code pénal ou que sa durée soit réduite. [...]
Dans le cas où la cour d'assises a décidé qu'aucune des mesures énumérées à l'article 132-23 du code pénal ne pourrait être accordée au condamné à la réclusion criminelle à perpétuité, le tribunal de l'application des peines ne peut accorder l'une de ces mesures que si le condamné a subi une incarcération d'une durée au moins égale à trente ans.
Les décisions prévues par l'alinéa précédent ne peuvent être rendues qu'après une expertise réalisée par un collège de trois experts médicaux inscrits sur la liste des experts agréés près la Cour de cassation qui se prononcent sur l'état de dangerosité du condamné.
Par dérogation aux dispositions du troisième alinéa de l'article 732 du code de procédure pénale, le tribunal de l'application des peines peut prononcer des mesures d'assistance et de contrôle sans limitation dans le temps. »

### Article 720-5 du code de procédure pénale
L'article 720-5 du code de procédure pénale précise la procédure et les conditions du relèvement de la période de sûreté :

« Par dérogation au premier alinéa de l'article 720-4 du présent code, lorsque la cour d'assises a décidé, en application de l'article 421-7 du code pénal, [...] qu'aucune des mesures énumérées à l'article 132-23 du même code ne pourrait être accordée au condamné à la réclusion criminelle à perpétuité, le tribunal de l'application des peines, sur l'avis d'une commission composée de cinq magistrats de la Cour de cassation chargée d'évaluer s'il y a lieu de mettre fin à l'application de ladite décision de la cour d'assises, ne peut réduire la durée de la période de sûreté, à titre exceptionnel et dans les conditions prévues à l'article 712-7 du présent code :
1° Qu'après que le condamné a subi une incarcération d'une durée au moins égale à trente ans ;

2° Que lorsque le condamné manifeste des gages sérieux de réadaptation sociale ;

3° Que lorsque la réduction de la période de sûreté n'est pas susceptible de causer un trouble grave à l'ordre public ;

4° Qu'après avoir recueilli l'avis des victimes ayant la qualité de parties civiles lors de la décision de condamnation ;

5° Qu'après expertise d'un collège de trois experts médicaux inscrits sur la liste des experts agréés près la Cour de cassation, chargé de procéder à une évaluation de la dangerosité du condamné [...]. »

### Premier alinéa de l'article 720-1-1 du code de procédure pénale
Cet article autorise la suspension de la peine pour raisons de santé :

« Sauf s'il existe un risque grave de renouvellement de l'infraction, la suspension peut également être ordonnée, quelle que soit la nature de la peine ou la durée de la peine restant à subir, et pour une durée qui n'a pas à être déterminée, pour les condamnés dont il est établi qu'ils sont atteints d'une pathologie engageant le pronostic vital ou que leur état de santé est durablement incompatible avec le maintien en détention, hors les cas d'hospitalisation des personnes détenues en établissement de santé pour troubles mentaux. »